# 蘇厄德 (堪薩斯州)
蘇厄德（英語：Seward）是一個位於美國堪薩斯州斯塔福德縣的城市。

## 地方資料
根據2020年美國人口普查的數據，蘇厄德的面積為0.67平方千米，當中陸地面積為0.67平方千米，而水域面積為0.00平方千米。當地共有人口41人，而人口密度為每平方千米61.19人。